# Олівера Іняц
Олівера Іняц (1972 , Подгориця, СФРЮ ) — чорногорська політикиня та професор, з 13 квітня 2023 мер Подгориці. З 4 грудня 2020 до 28 квітня 2022 року обіймала посаду міністра оборони в уряді Здравко Кривокапича. Віцепрезидент партії «Європа зараз!».

## Біографія
Іняц народилася у 1976 році в Титограді, СР Чорногорія, СФР Югославія. Іняц закінчила філософський факультет у Никшич]]е у 1999 році, а у 2005 році закінчила аспірантуру на факультеті політичних наук у Подгориці. Вона захистила ступінь магістра на Підгорицькому факультеті політичних наук та здобула докторський ступінь на тему «Культурний аспект міжнародної безпеки» у січні 2011 року.
З 2000 до 2007 рік працювала у Міністерстві внутрішніх справ Чорногорії у складі Служби громадської безпеки та Департаменту аналітики як незалежний радник та аналітик. В Університеті Доня-Гориці в Подгориці вона працює з 2008 року як професор безпеки. Вона єдина жінка професор безпеки у Чорногорії.

## Політична кар'єра
27 листопада 2020 року Прем'єр-міністр Чорногорії Здравко Кривокапич призначив її кандидатом на пост міністра оборони у новому уряді Чорногорії. Вона пропрацювала до 28 квітня 2022 року, коли було сформовано новий уряд.
У серпні 2022 року вона приєдналася до нещодавно створеної партії Європа зараз! на чолі з колишніми міністрами Мілойко Спаїчем та Яковом Мілатовичем та стала її віцепрезидентом. Вона посіла друге місце у виборчому списку ЄЗ! на місцевих виборах 2022 року в Подгориці та була обрана до міських зборів. 7 квітня 2023 року президент ЄЗ! висунув Іняц на посаду мера Подгориці. Вона була приведена до присяги як мер 13 квітня 2023, змінивши Івана Вуковича.